# Netelia rufescens
Netelia rufescens är en stekelart som först beskrevs av Tosquinet 1896.  Netelia rufescens ingår i släktet Netelia och familjen brokparasitsteklar. Inga underarter finns listade i Catalogue of Life.